# Jimmy Jump
Jaume Marquet i Cot (Sabadell, Barcelona; 14 de marzo de 1976), más conocido como Jimmy Jump, es un espontáneo español de eventos de masas (sobre todo deportivos), famoso especialmente por su irrupción durante la actuación de España en el Festival de la Canción de Eurovisión 2010 celebrado en Oslo (Noruega) y en la Gala de los Goya de 2011. En sus apariciones, además de autopromocionarse, suele hacer algún tipo de reivindicación, casi siempre relacionada con el Fútbol Club Barcelona, equipo del que se reconoce seguidor, y Cataluña, con el gorro más típicamente catalán, la barretina.

## Apariciones

### Inicios
Durante el Gran Premio de España de 2004 de Fórmula 1, celebrado en el Circuito de Montmeló, atravesó la pista durante la formación de la parrilla de salida. El 4 de julio de 2004, durante la final de la Eurocopa entre Grecia y Portugal, lanzó una bandera del Barcelona al capitán portugués, Luís Figo, quien había dejado este club para fichar por el Real Madrid en 2000; posteriormente corrió hasta introducirse en una portería, donde fue detenido. Saltó al terreno de juego justo antes de iniciarse un partido de liga entre el Barcelona y el Real Madrid el 19 de noviembre de 2005; en el descanso de aquel partido también saltó al césped el streaker británico Mark Roberts.
En la semifinal de la Liga de Campeones de la UEFA 2005-06 que disputaban el Villarreal CF y el Arsenal, tiró al terreno de juego una camiseta del FC Barcelona con el nombre del delantero del Arsenal Thierry Henry y el número 14 (el 25 de junio de 2007 Henry fichó por el Barcelona). Por estos hechos, Jimmy fue detenido y la Comisión Antiviolencia del fútbol español le impuso una multa de 60 100 €.
En la final de la Liga de Campeones de la UEFA 2006-07 entre el AC Milan y el Liverpool FC, corrió por el campo con una bandera griega, aunque el hecho no fue mostrado en la retransmisión televisiva. En agosto de 2007, tras un gol de Messi para el Barcelona frente al Bayern de Múnich, Jimmy Jump le puso a dicho jugador una barretina en la cabeza. En 2008, en Basilea, irrumpió en la semifinal de la Eurocopa entre Alemania y Turquía, llevando una bandera del Tíbet y una camiseta con la inscripción Tibet is not China (Tíbet no es China). También saltó al terreno de juego durante un partido de la liga entre el Barcelona y el Racing de Santander, siendo interceptado por Samuel Eto'o, quien lo convenció para abandonar el campo.
Otra irrupción suya tuvo lugar al comienzo de la segunda mitad de la final de la Copa Mundial de Rugby de 2007, entre Inglaterra y Sudáfrica. Durante una Copa del Rey de waterpolo celebrada en Sabadell, Jimmy Jump saltó a la piscina de la competición poco después de iniciarse el partido. Y en la final individual masculina del torneo Roland Garros 2009 de tenis, se acercó con una bandera del F. C. Barcelona a Roger Federer, al que intentó ponerle una barretina; tras saltar la red fue detenido.

### Eurovisión 2010
En el Festival de la Canción de Eurovisión 2010 celebrado en Noruega, irrumpió en el escenario durante la actuación de Daniel Diges representando a España, llevando una barretina y una camiseta promocional de su página web, y simulando participar en la coreografía durante unos segundos. “Inmediatamente” fue perseguido, arrestado y trasladado a la comisaría de Sandvika, pasando la noche detenido y siendo liberado al día siguiente tras pagar una multa de 15.000 coronas noruegas (1880 euros). El cantante y los bailarines españoles continuaron su actuación con total normalidad durante la irrupción de Jimmy, pero a pesar de ello Svante Stockselius, supervisor ejecutivo del Festival, les ofreció volver a actuar al terminar las intervenciones de todos los países.
El incidente fue reflejado por numerosos medios de prensa españoles y noruegos, los cuales criticaron a la organización por el fallo de seguridad que pudo ser visto en toda Europa e indicaron que pudo haberse evitado, ya que por los foros de eurofans y las fotos en Facebook del propio Jimmy Jump se sabía de su presencia en Oslo y de sus intenciones. La compañía radiotelevisiva organizadora, NRK, aseguró no tener conocimiento de ello. Jimmy manifestó al día siguiente a la prensa su orgullo por su acción, que dedicó a Michael Jackson, e indicó que no tiene nada personal contra Eurovisión.
El miércoles siguiente, 2 de junio, la policía noruega volvió a detenerle, aplicando una norma de la Ley de Extranjería noruega, por considerarle una amenaza para la seguridad, después de haberle detectado muy cerca del rey Harald V de Noruega en la ceremonia de bienvenida a la reina Beatriz de los Países Bajos, y ante la sospecha de que pretendiera actuar en algún momento de la visita de la reina. Dos días después fue expulsado del país, en una decisión que su abogado calificó de "desproporcionada" pero que Jimmy optó por aceptar dado su interés en regresar para participar en el programa de televisión Sálvame.

### Apariciones posteriores
Antes de la salida de los jugadores de las selecciones de Países Bajos y España para disputar la final de la Copa Mundial de Fútbol de 2010, el domingo 11 de julio de 2010, en el estadio Soccer City de Johannesburgo (Sudáfrica), corrió para intentar colocar una barretina sobre el trofeo, pero cuando llegó hasta él fue interceptado y detenido por la seguridad; al día siguiente el tribunal especial para el Mundial le impuso una multa de 200 euros.
El 30 de julio de ese año, en el partido amistoso de pretemporada entre el FC St. Pauli alemán y el Racing de Santander, Jimmy Jump saltó al terreno de juego antes del pitido inicial con una bandera pirata, símbolo de los ultras del equipo local, y cogiendo el balón desde el centro, cruzó todo el campo para intentar sin éxito hacerle una vaselina al portero local.
El 11 de septiembre de ese año, en el derbi de Újpest (Hungría), saltó al terreno de juego con una bandera catalana homenajeando a Kubala. Dio la mano a dos jugadores y corrió al campo con la pelota en el momento que perseguía los guardias de seguridad, metió el gol y lo celebró con una plancha. Después de celebrar lo detuvieron.
El 13 de febrero de 2011, apareció en el escenario de la ceremonia de la XXV edición de los Premios Goya del cine español, en el Teatro Real de Madrid, cuando se iba a anunciar el premio al mejor actor. Le dio tiempo a dedicar la interrupción "a todos los saltadores de España" antes de la intervención del personal de seguridad.
El 3 de mayo de 2011 saltó al césped del Camp Nou en el momento que iba a iniciarse la segunda parte del partido de semifinales de la Champions League entre Barcelona y Real Madrid e intentó ponerle una barretina a Cristiano Ronaldo.
El 16 de julio de 2011 saltó al césped del Estadio Brigadier General Estanislao López (Santa Fe, Argentina) mientras se disputaba el segundo tiempo del partido que, en cuartos de finales de la Copa América 2011, enfrentaba a los seleccionados de Argentina y Uruguay. En su intervención colocó una barretina al jugador argentino Sergio Agüero, alias "El Kun".
El 11 de agosto de 2011 ingresó al campo de juego del Estadio Francisco Urbano en un partido entre  Deportivo Morón vs Club Atlético Temperley, antes del comienzo del segundo tiempo de un partido correspondiente a la segunda fecha de la Primera B Metropolitana, colocándole a Damián Akerman una barretina.
En 2014, fue nombrado cabeza de lista para representar el partido CIRC, de corte anti-europeísta, a las elecciones al Parlamento Europeo.